# HD 76990
HD 76990，又名BD+84 196，SAO 1461、HR 3581，是一颗恒星，视星等为6.33，位于銀經128.39，銀緯30.44，其B1900.0坐标为赤經8h 54m 32.3s，赤緯+84° 30.44′ 59″。